# Petřvald
Petřvald (in polacco Pietwałd, in tedesco Peterswald) è una città della Repubblica Ceca facente parte del distretto di Karviná, nella regione della Moravia-Slesia.